# Нижегородский государственный педагогический университет имени Козьмы Минина
Нижегородский государственный педагогический университет имени Козьмы Минина (Мининский университет) — педагогическое высшее учебное заведение в Нижнем Новгороде. 
Университет был основан в 1911 году, как Нижегородский учительский институт. Ровно сто лет спустя в 2011 году был объединён с  Волжским государственным инженерно-педагогическим университетом. В наши дни включает 9 факультетов, 31 кафедру, 13 научно-исследовательских лабораторий и центров, 1 научно-исследовательский институт прикладной психологии, региональный научно-образовательный центр, Технопарк универсальных педагогических компетенций и Кванториум.

## История

### Российская империя

#### Нижегородский учительский институт (1911—1918)
30 октября 1911 года в Нижнем Новгороде был учреждён Нижегородский учительский институт, который начал подготовку учителей для высших начальных училищ Нижнего Новгорода и городов Нижегородской губернии. Во второй год работы института на первый курс было принято 29 воспитанников, из которых 20 человек были выходцами из крестьянских семей. 1 января 1914 года в институте обучался 81 человек. Первый выпуск института состоялся в июле 1914 года.

### Советский период

#### Нижегородский педагогический институт (1918—1919)
7 мая 1918 года на Всероссийском съезде делегатов от слушателей 22 учительских институтов был рассмотрен вопрос «о возведении учительских институтов в статус высших учебных заведений и присвоении реформированным институтам наименования педагогических».
Первый, 1918—1919, учебный год Нижегородский педагогический институт работал, имея в своём составе 39 преподавателей и 89 студентов.

#### Институт народного образования (1919—1921)
Перед следующим учебным годом педагогический институт подвергся реорганизации. Следуя указанию Комиссариата просвещения, губернский отдел народного образования с 1 сентября 1919 года закрывает педагогический институт и учительскую семинарию, а с 13 ноября сливает их в единое высшее учебное заведение — Институт народного образования (ИНО), которому передавалась и базовая школа бывшего учительского института.

#### Нижегородский педагогический институт (1921—1926)
По распоряжению Наркомпроса осенью 1921 года Нижегородский институт народного образования снова преобразуется в педагогический институт, его ректором назначен экономист-аграрник Д. Г. Лурье. 15 сентября 1921 года институт въезжает в здание бывшей Нижегородской губернской гимназии, которое занимает и поныне. В наследство от гимназии ему достаётся оборудование учебных кабинетов и богатейшая в городе библиотека.
В 1921—1922 годах преподавание предметов было организовано по 4 циклам: социально-историческому, физико-химическому, естественно-научному и естественно-географическому.
В 1923—1924 учебном году институт состоял из пяти отделений: физико-технического, естественно-агрономического, общественно-экономического, политико-просветительского, школьного. Вместо последнего в 1924—1925 учебном году было создано лингвистическое отделение с секцией русского языка.
Число студентов неуклонно росло от одного учебного года к другому и в 1922—1923 учебном году составило 425 чел.

#### Педагогический факультет Нижегородского университета (1926—1930)
В 1926 году педагогический институт был присоединён к Нижегородскому университету на правах факультета с 5 отделениями (физико-математическим, химико-биологическим, социально-историческим, отделениями языка и литературы, а также политпросветработы). Фактически сохраняя автономию, институт существовал в университете до весны 1930 года, когда НГУ был расформирован.

#### Нижегородский (Горьковский) государственный педагогический институт (1930—1993)
На протяжении 30-х годов шло расширение института, он перестраивался. В 1932—1933 учебном году институт состоял из 9 отделений (общественно-исторического, общественно-экономического, физического, математического, естественного, химического, биологического, дошкольного и педагогического), на которых учились 775 студентов. Весной 1931 года при институте был создан двухгодичный «вечерний пединститут» для ускоренной подготовки учителей фабрично-заводских училищ и работников дошкольных учреждений.
Вместо отделений в августе 1934 г. были введены факультеты, и в институте их стало 5: исторический, языка и литературы, физико-математический, естественный и педагогический. В октябре при пединституте организуется автономный двухгодичный учительский институт с тремя отделениями.
В первой половине 30-х годов гимназический корпус был надстроен: над боковыми его частями (бывшими флигелями, соединёнными с основным корпусом) было выстроено по два этажа, а над главным корпусом — один. Это существенно пополнило аудиторный фонд.
Осенью 1932 года местные власти присвоили имя Максима Горького институту, который стал именоваться Горьковским педагогическим институтом имени Максима Горького.
К началу Великой Отечественной войны на дневном отделении института обучалось 1350 студентов. Во время войны институт был переведён в здание сельхозинститута. До революции там была духовная семинария, а сейчас это второй корпус НГПУ.
За годы войны из института ушли в ряды Советской армии 287 человек (из них 243 студента). 59 человек были добровольцами, из них 40 девушек. В 1944—1945 учебном году институт по числу студентов достиг довоенного уровня.
В годы войны институт продолжал работать: разрабатывались и читались новые курсы; был открыт ряд учебных кабинетов, систематически осуществлялся приём новых студентов, регулярно выплачивались стипендии, кафедры продолжали вести научную работу, укрепляя связи с производством, в том числе и оборонным.
После войны из здания бывшей Нижегородской гимназии выехал штаб Московского военного округа и госпиталь, был проведён капитальный ремонт, восстановлены лаборатории, кабинеты.
В 1945/1946 учебному году велись занятия на факультетах языка и литературы, историческом, биологическом, географическом, физико-математическим и педагогическим с дошкольным и школьным отделениями. В 1947 году к ним прибавился факультет физического воспитания и спорта с 4-годичным сроком обучения. При факультете русского языка и литературы в 1949 году создано отделение логики, психологии и русского языка. В 1947 году на факультетах (кроме педагогического и физкультурного) была введена вторая специальность преподавателя, в связи с чем срок обучения увеличен до 5 лет.

#### Нижегородский государственный педагогический университет имени Козьмы Минина
В этот период институт был предоставлен к награждению орденом Трудового Красного Знамени, а в 1993 институт был преобразован в университет и получил название «Нижегородский государственный педагогический университет».
В соответствии с приказом Министерства образования и науки РФ (№ 1466 от 7 апреля 2011 года) произошла реорганизация НГПУ и Волжского государственного инженерно-педагогического университета путём слияния. Объединённый вуз получил название «Мининский университет» или «НГПУ имени Козьмы Минина».

## Факультеты и кафедры
|  | Факультет естественных и математических - Кафедра географии, географического и геоэкологического образования - Кафедра физиологии и безопасности жизнедеятельности человека - Кафедра биологии, химии и химико-биологического образования - Кафедра экологического образования и рационального природопользования - Кафедра математики и математического образования - Кафедра прикладной информатики и информационных технологий в образовании | Факультет психологии и педагогики - Кафедра общей и социальной педагогики - Кафедра социальной и организационной психологии - Кафедра классической и практической психологии - Кафедра специальной педагогики и психологии - Кафедра психологии и педагогики дошкольного и начального образования | Факультет гуманитарных наук - Кафедра всеобщей истории, классических дисциплин и права - Кафедра истории России и вспомогательных исторических дисциплин - Кафедра русской и зарубежной филологии - Кафедра русского языка и культуры речи - Кафедра иноязычной и профессиональной коммуникации - Кафедра теории и практики иностранных языков и лингводидактики - Кафедра философии и теологии - Кафедра философии и общественных наук |  |
|  | Факультет управления и социально-технических сервисов - Кафедра технологии транспортных процессов и систем - Кафедра инновационных технологий менеджмента - Кафедра профессионального образования и управления образовательными системами - Кафедра экономики предприятия - Кафедра страхования, финансов и кредита - Кафедра технологий сервиса и технологического образования                                                                 | Факультет дизайна, изящных искусств и медиа-технологий - Кафедра средового и графического дизайна - Кафедра декоративно-прикладного искусства и дизайна - Кафедра продюсерства и музыкального образования                                                                                         | Факультет физической культуры и спорта - Кафедра физического воспитания и спорта - Кафедра физической культуры - Кафедра теоретических основ физической культуры |  |
|  | Лингвистический факультет - Кафедра иноязычной профессиональной коммуникации - Кафедра теории и практики иностранных языков и лингводидактики - Кафедра европейских языков и методики их преподавания | Факультет информационных технологий - Кафедра прикладной информатики и информационных технологий в образовании | |  |

## Галерея
- НГПУ им. К. Минина, 6-й корпус. Факультет дизайна, изящных искусств и медиа-технологий
- НГПУ им. К. Минина, 7-й корпус
- НГПУ им. К. Минина, 1-й корпус
- Мининский университет, 1-й корпус
- Мининский университет, 1-й корпус

## Известные преподаватели
См. также: Преподаватели Мининского университета 

## Известные выпускники
См. также: Выпускники Мининского университета 